# Anton Meurer
Josef Hubert Anton Meurer (* 2. April 1919 in Lontzen, Kreis Eupen; † 21. Januar 1990 in Bremen) war ein deutscher Politiker (CDU) und Lehrer.

## Biografie

### Ausbildung und Beruf
Meurer besuchte die Oberschule. Er studierte Ende der 1930er Jahre Philosophie und Psychologie an der Universität Bonn. Von 1940 bis 1945 war er Soldat im Zweiten Weltkrieg. Von 1946 bis 1947 absolvierte er eine Lehrerausbildung in Bremen. Er wurde Lehrer an der Schule Nürnberger Straße in Bremen. Für Radio Bremen schrieb er zudem Schulfunk-Hörspiele. Ab 1954 war er Leiter der katholischen St. Johannisschule.

### Politik
In den 1950er Jahren wurde er Mitglied der CDU. Er wirkte in den Gremien von Kreisverband und Landesverband der Partei. Am 11. Oktober 1959 wurde er in die Bremische Bürgerschaft gewählt. Er war Mitglied der Deputationen für das Wohlfahrtswesen (1959–1969), für Kunst und Wissenschaft (1962–1963) und für das Schulwesen (1963–1975). 1974 musste er krankheitsbedingt als Lehrer in den Ruhestand treten und er gab deshalb 1975 auch sein Abgeordnetenmandat auf.

### Familie und persönliches Leben
Meurer war seit dem 23. Oktober 1944 mit Gertrud geb. Meyer verheiratet. Die Eheschließung fand in Bremen-Mitte statt. Anton Meurer starb am 21. Januar 1990 um 11:00 Uhr in seiner Wohnung im Vorkampsweg 267 in Bremen im Alter von 70 Jahren. Er war katholischer Konfession.

## Werke
- Anton Meurer und Lutz Besch: Petrus vor Gericht; Christophorus-Verlag 1961